# Cyrtodactylus marmoratus
Espèce
Synonymes
- Gymnodactylus marmoratus var. quadrilineatus Werner 1896

Cyrtodactylus marmoratus est une espèce de geckos de la famille des Gekkonidae.

## Répartition
Cette espèce se rencontre en Malaisie, en Indonésie et en Papouasie-Nouvelle-Guinée.

## Publication originale
- Gray, 1831 "1830" : A synopsis of the species of Class Reptilia. The animal kingdom arranged in conformity with its organisation by the Baron Cuvier with additional descriptions of all the species hither named, and of many before noticed, V Whittaker, Treacher and Co., London, vol. 9, Supplement, p. 1-110 (texte intégral).